# Guatteria calimensis
Guatteria calimensis är en kirimojaväxtart som beskrevs av Robert Elias Fries. Guatteria calimensis ingår i släktet Guatteria och familjen kirimojaväxter. Inga underarter finns listade i Catalogue of Life.